# Голоднюк Устим Володимирович

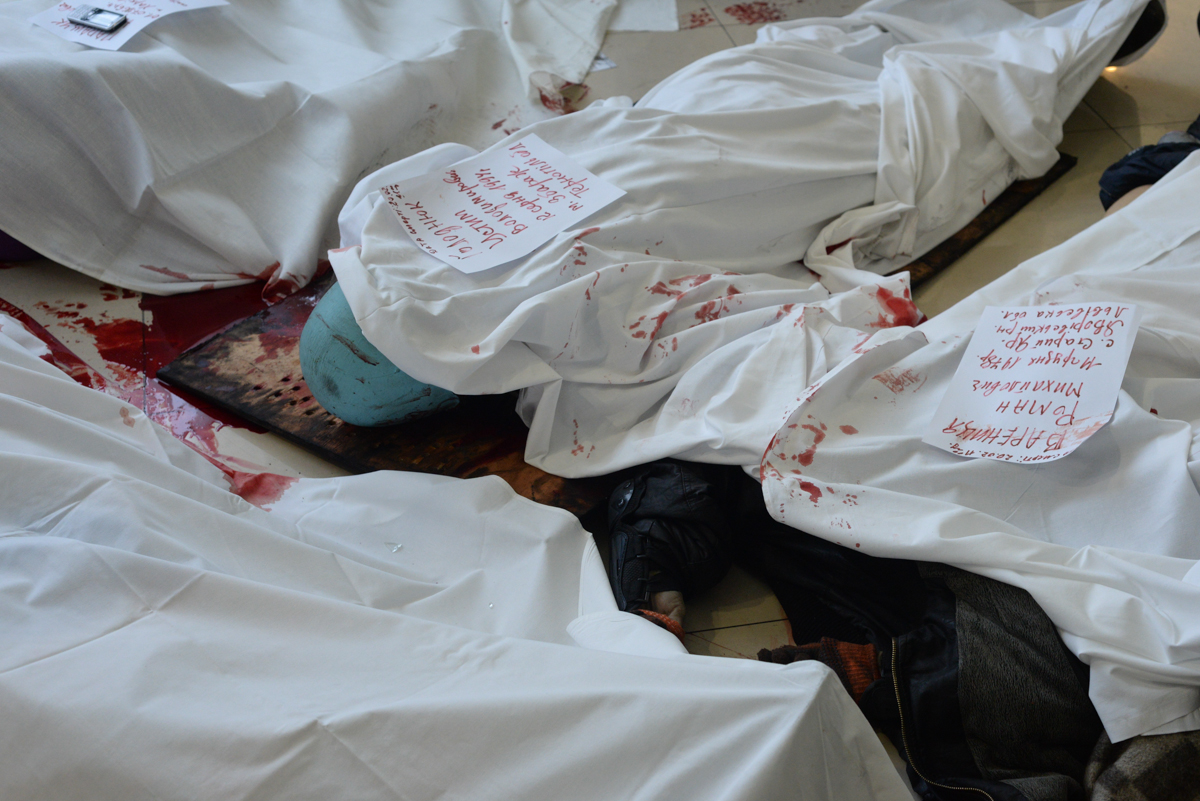
Тіла загиблих - Паращука, Голоднюка і Варениці у готелі «Україна», 20 лютого. Устим Голоднюк у синій касці.

Усти́м Володи́мирович Голодню́к (12 серпня 1994, м. Збараж, Тернопільська область, Україна — 20 лютого 2014, Київ, Україна) — активіст Євромайдану, боєць 38 сотні самооборони майдану. Герой України.

## Життєпис

### Освіта
Навчався у Збаразькій ЗОШ № 2. У школі однокласники жартома називали його Устимом Кармелюком. Упродовж 2008—2011 років навчався у Львівському державному ліцеї з посиленою військово-фізичною підготовкою імені Героїв Крут (3 рота, 2 взвод). Навчався у «Бережанському агротехнічному інституті». Ріс цілеспрямованим і мужнім, не скаржився на труднощі, не пив спиртного, не палив, займався спортом. Захоплювався читанням історичних та філософських книг.

### На Майдані
Був захисником Майдану з листопада 2013 року.. 30 листопада був побитий, на потилиці було розсічення, наклали 12 швів. Щойно рани зажили, знову поїхав на Майдан. Належав до 1-ї, 19-ї, пізніше 38-ї сотень. 20 лютого 2014 року внаслідок вогнепального поранення в голову загинув. Отримав його, допомагаючи забирати загиблих біля горішнього виходу станцїї метро Хрещатик. Куля ввійшла йому до потилиці, пробивши блакитну миротворчу каску, і вийшла над правим оком. Коли його доправили до готелю «Україна», лікарі вже не могли допомогти хлопцю.

### Свідчення очевидців
|  | Голоднюк Устим в 2011 р. закінчив Львівський військовий ліцей ім. Героїв Крут. Був зразковим ліцеїстом, був хорошим товаришом. 20 лютого я з іншими активістами забирав тіла з Інститутської. Я навіть і не знав, що Устим є на Майдані. Коли ми його підібрали, він вже був мертвим. Спочатку я його і не пізнав, але коли в готелі «Україна» витягнув з його кишені паспорт, то зрозумів, що наша держава втратила свого великого героя. (Телещук Юрій) |

|  | «Тієї ночі я кричала… Небо падає! Небо падає! Небо падає! Устиме, чому ти не сказав, що впадеш замість неба?! Останнє, що ти написав на сторінці в соцмережі: «Рабів до раю не пускають!». Таких, як ти, Устиме, туди запрошують, Герої потрібні всюди… Сподіваюсь, ми колись зустрінемось! Тримай для нас небо, хлопче! RIP», (Ліда Панків, Фейсбук). |

## Вшанування пам'яті
Похований у Збаражі.
У 20-річчя від дня народження Устима збаражани впродовж трьох днів вшановували його пам'ять:
- 11 серпня молодь м. Збаража плела гірлянду Шани для Героя і збирала підписи під Зверненням до Президента України про присвоєння Устимові Голоднюку, Назарові Войтовичу та іншим небесносотенцям звання Героїв України;
- 12 серпня в Успенській церкві відбулася поминальна літургія. Пізніше відбулася Хресна хода до могили Героя і поминальне віче біля могили Устима Голоднюка[5].
- Кабінет Міністрів України 15 листопада 2017 р. заснував в числі державних стипендій найкращим молодим вченим за вагомий внесок у розвиток демократичних та гуманістичних цінностей у сфері науки і освіти та зміцнення міжнародного авторитету України стипендію імені Устима Голоднюка[6].
- У жовтні 2022 року в Бережанах видруковано марки із портретами – Віталія Скакуна, Максима Ридзанича і героя Небесної сотні Устима Голоднюка.[7]

### Нагороди
- Звання Герой України з удостоєнням ордена «Золота Зірка» (21 листопада 2014, посмертно) — за громадянську мужність, патріотизм, героїчне відстоювання конституційних засад демократії, прав і свобод людини, самовіддане служіння Українському народу, виявлені під час Революції гідності[8]. Нагороду отримав батько Устима Володимир Голоднюк 20 лютого 2015 року з рук Петра Порошенка в річницю подій на вулиці Інститутській[9]. «Золота Зірка» Устима Голоднюка зберігатиметься у його матері[10].
- Медаль «За жертовність і любов до України» (УПЦ КП, червень 2015) (посмертно)[11].

### Почесні звання
27 березня 2014 року 24 сесія Бережанської міської ради присвоїла звання «Почесний громадянин міста Бережани» посмертно.

### У назвах
Вулиця Устима Голоднюка у Збаражі.
Також депутати проголосували за те, щоб міський сквер, який розташований між вулицями Вірменська та Академічна, перейменувати у «Сквер Устима Голоднюка» і встановити там меморіал у честь Героїв Майдану.
На його честь названо 38 сотню самооборони майдану імені Устима Голоднюка, бійцем якої він був.

### У скульптурі

Пам'ятник Героєві України Устимові Голоднюку на його могилі у Збаражі

31 серпня 2014 року на фасаді Відокремленого підрозділу Національного університету біоресурсів і природокористування України «Бережанський агротехнічний інститут» відкрили пам'ятну дошку Устимові Голоднюку.
1 вересня 2014 року відбулося урочисте відкриття меморіальної дошки на його честь на стіні Збаразької загальноосвітньої школи І-ІІІ ступенів № 2 імені Івана Франка та експозиції, приуроченої Героям Небесної сотні у шкільному музеї. Пам'ятний знак виготовлений львівськими майстрами на добровільні пожертви студентів і викладачів навчального закладу.
18 лютого 2015 року на могилі Устима Голоднюка відкрили та освятили пам'ятник у вигляді козацького хреста, оскільки улюбленою піснею Героя була «Мій лицарський хрест» Сашка Положинського.
19 травня 2017 року у Збаразькому замку встановили погруддя наймолодших героїв Небесної сотні Устима Голоднюка та Назарія Войтовича.

### У літературі
Чимало поетів присвятили Устимові Голоднюку свої вірші та пісні, які розміщені у збірках, на сайтах та сторінках у соціальних мережах. 
Згадується у романі А.Левкової «За Перекопом є земля». 

### У спорті
На початку серпня у Збаражі щороку відбуваються спортивні турніри з футболу, волейболу і гирьового спорту «Героям — слава!», присвячені пам'яті Устима Голоднюка та Назара Войтовича. Перший турнір провели 12 серпня 2014 року у 20-річчя від дня народження Устима. Другий турнір — 12 серпня 2015.
З 2019 року в Львівському державному ліцеї з посиленою військово-фізичною підготовкою імені Героїв Крут, де навчався Устим, започатковано і проводиться спочатку внутрішній ліцейний, а з 2020 року — Всеукраїнський турнір-меморіал з волейболу пам'яті Героя України Устима Голоднюка серед ліцеїстів військових ліцеїв та ліцеїв з посиленою військово-фізичною підготовкою.